# (9052) Uhland
(9052) Uhland (1991 UJ4) – planetoida z pasa głównego asteroid okrążająca Słońce w ciągu 3,87 lat w średniej odległości 2,46 au. Odkryta 30 października 1991 roku.